# یانگ ژائوشوانگ
یانگ ژائوشوانگ (انگلیسی: Yang Zhaoxuan؛ زادهٔ ۱۱ فوریهٔ ۱۹۹۵) تنیس‌باز زن اهل چین است.
وی در مسابقات کشوری و بین‌المللی در مجموع برندهٔ ۱ مدال طلا شده‌است.